# Adrien Van Kolen
Adrien Van Kolen fue un deportista belga que compitió en tiro con arco, en la modalidad de arco recurvo. Ganó dos medallas en el Campeonato Mundial de Tiro con Arco al Aire Libre de 1935, oro en la prueba individual y plata por equipo.

## Palmarés internacional
| Campeonato Mundial al Aire Libre | Campeonato Mundial al Aire Libre | Campeonato Mundial al Aire Libre | Campeonato Mundial al Aire Libre |
| Año                              | Lugar                            | Medalla                          | Prueba                           |
| -------------------------------- | -------------------------------- | -------------------------------- | -------------------------------- |
| 1935                             | Bruselas (Bélgica)               | Medalla de oro                   | Individual                       |
| 1935                             | Bruselas (Bélgica)               | Medalla de plata                 | Equipo                           |